# Gebuisd (televisieprogramma)
 Gebuisd  is een Belgische wetenschappelijke televisiequiz gemaakt door Ketnet en Technopolis. In de quiz nemen twee klassen van het zesde leerjaar en hun leraar het tegen elkaar op, als het groene en het blauwe team. Ze krijgen bij elke fout beantwoorde vraag een portie blubber. Wie op het einde van de quiz het minst blubber verzamelt heeft wint het spel.
Er komt geen tweede seizoen.

## Presentatoren
- Jelle Cleymans
- Marie Curry (parodie op Marie Curie gespeeld door Joke Cant)

## Rondes
- Weet-vraag
- Doe-opdracht
- Gok-vraag
- Finale

## De winnende klas
De klas die op het einde van de quiz het minst blubber heeft wint, en mag met de hele klas een dagje naar Technopolis. De verliezende klas, de klas met het meeste blubber, moet gelukkig zijn met een doe-kalender, een staaltje blubber en een leerkracht die al hun verzamelde blubber op zijn/haar hoofd kreeg.

## Onderwerpen van de aflevering
| Elke aflevering van Gebuisd heeft een onderwerp waarop de vragen zijn gebaseerd, namelijk:                                               | | |
| - Afstand - Emoties - Vuur - Geluid - Magnetisme - Tanden - Kleuren - Geur - Water - Geleiding - Voeding - Afvalstoffen - Lucht - Voelen | - Werelddelen - Smaak - Aarde - Straling - Snelheid - Druk - Planeten - Slaap - Klimaat - Gevaren - Gas-vast-vloeibaar - Elektriciteit - Licht | - Vliegen - Evenwicht - Warm/koud - Zien - Explosies - Drijven - Communicatie - Kracht - Mengsels - Camouflage - Schimmels - Planten - Voortplanting - lichaam |